# Gustavo Sanchez
 Gustavo Sanchez  est un nageur colombien de natation artistique. Il remporte la médaille de bronze au championnat du monde à Doha en solo libre et technique.

## Biographie
Lors des championnats du monde à Doha, il s'impose dans l'épreuve technique en solo simple et technique en remportant la médaille de bronze

## Palmarès

### Championnats du monde de natation
- 2024 à Doha,  Qatar
  -  Médaille de bronze en solo technique
  -  Médaille de bronze en solo simple
- 2023 à Fukuoka,   Japon
  -  Médaille d'argent en solo simple